# Ushuaia-Nunatak
Der Ushuaia-Nunatak (spanisch Nunatak Ushuaia) ist ein Nunatak in den Pensacola Mountains des westantarktischen Queen Elizabeth Lands. Er ragt in unmittelbarer Nachbarschaft zum Iberá-Nunatak in den Panzarini Hills der Argentina Range auf.
Argentinische Wissenschaftler benannten ihn. Wahrscheinlicher Namensgeber ist die Stadt Ushuaia im äußersten Süden Argentiniens.